# ويليام مور (صحفي)
ويليام مور (بالإنجليزية: William Moore)‏ هو ناقد فني وصحفي وكاتب مسرحي أسترالي، ولد في 11 يونيو 1868 في بنديجو في أستراليا، وتوفي في 6 نوفمبر 1937.